# جاك شفارتز
جاك شفارتز (بالإنجليزية: Jack Schwarz)‏ هو شخصية أعمال ومنتج أفلام أمريكي، ولد في 19 ديسمبر 1896 في إلينوي في الولايات المتحدة، وتوفي في 6 يناير 1987 في لوس أنجلوس في الولايات المتحدة.

## وصلات خارجية
- جاك شفارتز على موقع IMDb (الإنجليزية)
- جاك شفارتز على موقع قاعدة بيانات الفيلم (الإنجليزية)